# Губернатор Пермского края
Губерна́тор Пе́рмского кра́я — высшее должностное лицо Пермского края. Губернатор Пермского края возглавляет исполнительную власть в Пермском крае.

## История
Должность губернатора Пермского края учреждена при образовании Пермского края в результате объединения Пермской области и Коми-Пермяцкого автономного округа. В Пермской области была должность «губернатор Пермской области», а в Коми-Пермяцком автономном округе — «глава администрации Коми-Пермяцкого автономного округа».
1 декабря 2005 года в должность вступил первый губернатор Пермского края — Олег Чиркунов, бывший до этого врио губернатора Пермской области. Одними из самых громких и запоминающихся проектов Олега Чиркунова в должности губернатора стали «Пермская культурная революция», мастер-план Перми, объездная автомобильная магистраль вокруг Перми и Краснокамска.
28 апреля 2012 года Олег Чиркунов ушёл в отставку по собственному желанию и временно исполняющим обязанности губернатора был назначен Виктор Басаргин, который вскоре был утверждён в этой должности Законодательным Собранием Пермского края. За время его правления в крае было построено новое здание аэропорта Большое Савино. В то же время Виктор Басаргин не смог наладить отношения с местной элитой, в его окружении произошла серия коррупционных скандалов.
6 февраля 2017 года Виктор Басаргин ушёл в отставку по собственному желанию и временно исполняющим обязанности губернатора был назначен Максим Решетников, который 10 сентября 2017 года был избран на первых прямых выборах губернатора Пермского края. При избранном губернаторе были укрупнены муниципалитеты, анонсированы масштабные инфраструктурные проекты. С другой стороны недовольство пермяков вызывали планы губернатора ликвидировать железнодорожные пути между станциями Пермь-I и Пермь-II и заменить их скоростным трамваем, досрочная отмена ЕНВД, конфликт с Теодором Курентзисом и последующий его отъезд из Перми, новые правила размещения нестационарных торговых объектов.
21 января 2020 года Максим Решетников получил пост в правительстве Мишустина и ушёл с поста губернатора по собственному желанию. В течение более чем двух недель должность губернатора Пермского края была вакантна.
6 февраля 2020 года временно исполняющим обязанности губернатора был назначен Дмитрий Махонин, который 11—13 сентября 2020 года был избран на прямых выборах губернатора Пермского края и 7 октября 2020 года официально вступил в должность.

## Полномочия
Губернатор Пермского края:
- определяет цели, приоритеты деятельности и структуру органов исполнительной власти Пермского края в соответствии с Уставом Пермского края;
- представляет Пермский край в отношениях с федеральными органами государственной власти, органами государственной власти субъектов Российской Федерации, органами местного самоуправления и иными лицами;
- подписывает договоры и соглашения от имени Пермского края и осуществлять иные полномочия, установленные федеральным законодательством, Уставом Пермского края и законами Пермского края.

## Список губернаторов Пермского края
| № | Губернатор                                              | Срок полномочий                                                       | Основание наделения полномочиями                                                                                  |
| - | ------------------------------------------------------- | --------------------------------------------------------------------- | --- |
| 1 | Олег Анатольевич Чиркунов                               | 1 декабря 2005 — 28 апреля 2012                                       | решение Законодательного Собрания Пермской области и Законодательного Собрания Коми-Пермяцкого автономного округа |
| 2 | Виктор Фёдорович Басаргин                               | (врио 28 апреля — 5 мая 2012) 5 мая 2012 — 6 февраля 2017             | решение Законодательного Собрания Пермского края                                                                  |
| 3 | Максим Геннадьевич Решетников                           | (врио 6 февраля — 18 сентября 2017) 18 сентября 2017 — 21 января 2020 | по результатам прямых выборов 10 сентября 2017 года                                                               |
| — | с 21 января по 6 февраля должность оставалась вакантной | с 21 января по 6 февраля должность оставалась вакантной               | с 21 января по 6 февраля должность оставалась вакантной                                                           |
| 4 | Дмитрий Николаевич Махонин                              | (врио 6 февраля — 7 октября 2020) с 7 октября 2020                    | по результатам прямых выборов 11—13 сентября 2020 года                                                            |

## Администрация губернатора
Администрация губернатора Пермского края государственный орган, созданный для организации взаимодействия губернатора края с органами исполнительной власти края, федеральными органами исполнительной власти и их территориальными органами, органами местного самоуправления, общественными объединениями и координации их деятельности в рамках реализации единой государственной политики в Пермском крае. Образована в соответствии с Указом губернатора Пермского края от 6 июня 2006 года № 100 «О временной системе управления Пермским краем и временной структуре органов исполнительной власти Пермского края».

### Руководители Администрации губернатора
| Ф. И. О.                          | Время замещения должности       |
| --------------------------------- | ------------------------------- |
| Яшин, Николай Арсеньевич          | 15.09.2006 — 27.12.2006         |
| Сухих, Валерий Александрович      | 15.01.2007 — 04.03.2008         |
| Алиев, Фирдус Завидович           | 05.03.2008 — 17.03.2008 (и. о.) |
| Катаева, Наталья Юрьевна          | 20.03.2008 — 12.10.2008 (и. о.) |
| Быков, Игорь Владимирович         | 13.10.2008 — 14.04.2009 (и. о.) |
| Решетников, Максим Геннадьевич    | 14.04.2009 — 12.10.2009         |
| Силин, Яков Петрович              | 12.10.2009 — 27.04.2010 (и. о.) |
| Алиев, Фирдус Завидович           | 27.04.2010 — 05.06.2012         |
| Куранов, Григорий Владимирович    | 05.06.2012 — 15.01.2013         |
| Самойлов, Дмитрий Иванович        | 15.01.2013 — 26.02.2014         |
| Фролов, Алексей Владимирович      | 26.02.2014 — 21.01.2015         |
| Юрпалов, Сергей Юрьевич           | 22.01.2015 — 05.05.2015 (и. о.) |
| Маховиков, Анатолий Юрьевич       | 05.05.2015 — 13.12.2016         |
| Подбельский, Николай Владимирович | 13.12.2016 — 29.12.2016 (и. о.) |
| Юсупов, Рустем Рафисович          | 30.12.2016 — 01.12.2017         |
| Дорофеева, Яна Владимировна       | 04.12.2017 — 25.06.2018 (и.о)   |
| Политов, Леонид Вячеславович      | 25.06.2018 — 20.01.2020 (и.о)   |
| Политов, Леонид Вячеславович      | 21.01.2020 — 14.04.2021         |
| Смертин, Александр Николаевич     | 14.04.2021 — по н.в. (и.о)      |